# 쑹팡위안
쑹팡위안(중국어 간체자: 宋芳园, 정체자: 宋芳園, 병음: Sòng Fāngyuán, 한자음: 송방원, 1996년 10월 21일 ~ )은 중국의 가수 겸 배우이다.

## 출연작

### 드라마
- 2020년 망고 TV 웹드라마 《산채소맹주》 - 아리애제 역
- 2020년 후난위성텔레비전 금응독파극장 《이가인지명》 - 친메이양 역
- 2021년 아이치이 웹드라마 《통천서원》 - 화구 역
- 2022년 망고 TV 웹드라마 《내 사랑의 별들》 - 핑웨이량 역
- 2023년 후난위성텔레비전 금응독파극장 《거유풍적지방》 - 샤오밍 역
- 2024년 후난위성텔레비전 금응독파극장 《군성섬요시》 - 낙근근 역
- 2024년 후난위성텔레비전 금응독파극장 《장락곡》 - 운작 역
- 2024년 유쿠 웹드라마 《주렴옥막》 - 주희 역